# John Reading
John Reading (c. 1645–1692) era un compositor inglés y organista, y padre de John Reading (c. 1685 – 1764) quien es recordado como un importante copista musical.

## Biografía
Poco de la vida de Reading es conocido. Nació en Lincoln, Lincolnshire, y llegó  a ser Maestro de los Coristas en Lincoln Catedral en 1670, y en 1675 en Chichester Catedral y en Winchester Catedral. De 1681 hasta su muerte fue organista en Winchester Universidad.. Murió en Winchester.

## Obras
Muchos de sus trabajos de órgano estuvieron incluidos en una colección qué fue completada por Daniel Roseingrave. También compuso canciones, música de teatro, y parte de un conjunto de responsos (ahora en el repertorio de la iglesia anglicana en una forma completada por los editores modernos).